# Contactologie
La contactologie est une pratique médicale ou paramédicale dont l’objet est de permettre à une personne souffrant d’amétropie, de corriger ou compenser son défaut par le port de lentilles de contact.

## Les professionnels de santé qui pratiquent la contactologie
La contactologie peut être pratiquée par un médecin ophtalmologiste, un orthoptiste sous contrôle médical, ou un opticien-optométriste adaptateur en fonction de la réglementation en vigueur dans le pays.
La réglementation en France la profession d'optométriste n'est pas reconnue ni encadrée. Par conséquent la pratique de la contactologie en France est juridiquement réservée aux ophtalmologistes, et orthoptistes.

## L’adaptation des lentilles de contact
La première pose de lentilles de contact sur l’œil d’un patient s’appelle l’adaptation de la lentille. Elle est réalisée par un adaptateur.
L’adaptation, (fitting en anglais), consiste pour le professionnel à identifier les lentilles qui pourront corriger son défaut visuel et qui s’adapteront aux particularités de l’œil du patient.
Un certain nombre de caractéristiques font que chaque œil est spécifique : rayon de courbure, diamètre de la cornée, qualité des larmes…
L’adaptateur peut être selon les pays un ophtalmologiste, un orthoptiste ou un optométriste.
En France, ce sont les ophtalmologistes qui ont la responsabilité des lentilles qu'ils prescrivent. Si l'ordonnance ne contient pas les références précises des lentilles à commander (marque, rayon, diamètre, puissance...). L'opticien peut être amené à vérifier la bonne adaptation et donner les conseils et les précautions d'usages (entretien, manipulation...), pour garantir confort, sécurité, et qualité visuelle. Il est cependant tenu de référer à l'ophtalmologiste toutes les modifications de l'ordonnance initiale.
L'adaptation en cabinet de ville peut être déléguée à l'orthoptiste, qui est en droit de procéder à l'adaptation des lentilles de contact sous le contrôle de l'ophtalmologiste.
Dans d'autres pays européens, le parcours de soin peut être modifié : en Allemagne par exemple l’adaptation est dans une très grande majorité des cas réalisée par l’opticien-optométriste qui procède également à la réfraction oculaire.

## Les limites d’application des lentilles de contact
Grâce aux progrès de la contactologie, les amétropies les plus courantes peuvent aujourd’hui être corrigées par le port de lentilles mensuelles ou journalières. Mais la puissance de ces lentilles de contact reste néanmoins limitée: elles ne sont pas adaptées pour la correction de fortes myopies (au-delà de – 10 dioptries) ou fortes hypermétropies (supérieures à + 6 dioptries).
Néanmoins, pour des corrections supérieures (de -30 à + 30 dioptries), il existe désormais des lentilles individualisées à renouvellement trimestriel.

## La formation professionnelle en contactologie
Le professionnel qui pratique la contactologie suit une formation spécifique complémentaire de une à trois années en général (selon le pays où il exerce*) qui lui permet d’appréhender les compétences techniques dans les domaines suivants :
- Matériaux, géométrie et fabrication des lentilles ;
- Adaptation des lentilles rigides ;
- Adaptation des lentilles souples ;
- Adaptation des Keratocones ;
- Adaptation des enfants ;
- Complications liées au port des lentilles ;
- Formation aux différents produits d’entretien.

## Autres types de lentilles
Les lentilles intra-oculaires artificielles sont implantées dans l’œil peuvent être fabriquées à base de plexiglas, silicone, hydrogel ou acrylique. Nécessitant une intervention chirurgicale et ne relevant pas de la contactologie.